# Tayler Persons
Tayler Anthony Persons (ur. 31 sierpnia 1995 w Kokomo) – amerykański koszykarz, występujący na pozycji rozgrywającego, od 2023 zawodnik MKS-u Dąbrowy Górniczej.
8 stycznia 2021 dołączył do GTK Gliwice. 20 sierpnia 2021 zawarł umowę z węgierskim  Szedeákiem. 24 sierpnia 2022 podpisał kontrakt z francuskim Élan Chalon. 19 lutego 2023 zasilił skład Twardych Pierników Toruń. 10 sierpnia 2023 został zawodnikiem MKS-u Dąbrowy Górniczej. Po zakończeniu sezonu 2023/24 postanowił opuścić Polskę i przeniósł się do zespołu KK Krka Novo Mesto, występującego w lidze słoweńskiej.
25 listopada 2023 zaliczył triple-double w przegranym (86-103) spotkaniu z Legią Warszawa, zdobywając 13 punktów, 12 zbiórek i 15 asyst.

## Osiągnięcia
Stan na 3 stycznia 2024, na podstawie, o ile nie zaznaczono inaczej.
NCAA
- Mistrz sezonu regularnego dywizji konferencji Mid American (2017)
- Najlepszy pierwszoroczny zawodnik konferencji Atlantic Sun (2015)
- Zaliczony do:
  - I składu najlepszych pierwszorocznych zawodników Atlantic Sun (2015)
  - II składu:
    - MAC (2017, 2018)
    - Atlantic Sun (2015)

  - III składu MAC (2019)
- Zawodnik tygodnia MAC (6.03.2017, 11.12.2017, 21.01.2019, 11.02.2019)

Indywidualne
- MVP kolejki OBL (5, 13 – 2023/2024)[11][12]
- Zaliczony do I składu kolejki EBL/OBL (23 – 2020/2021, 5, 10, 13, 14, 15 – 2023/2024)[13][14][15][16][17][18]
- Liderzy ligi holenderskiej w asystach (2020)